# 단군세가
《단군세가》(檀君世家)는 조선 시대 우의정을 지낸 허목(許穆, 1595년~1682년 4월 27일)이 편찬한 책이다. 단군조선에 관한 기록이 나온다. 허목은 단군세가에 단군조선뿐 아니라 부여(夫餘)와 숙신(肅愼)도 함께 기록하여 모두 단군의 후손으로 파악하고 있다.

상고(上古) 구이(九夷) 시대 초기에 환인씨(桓因氏)가 있었는데, 환인이 신시(神市, 환웅을 가리킴)를 낳고 비로소 생민(生民)의 정치를 가르치니, 백성들이 그에게로 돌아갔다.

환웅(桓雄)이 단군(檀君)을 낳으니, 단군이 신단수(神檀樹) 아래에 살면서 호(號)를 단군(檀君)이라 하고, 처음으로 나라의 이름을 조선(朝鮮)이라 하였는데, 조선이란 동녘 가에 해가 뜬다는 명칭이다. 어떤 사람은, “선(鮮)이란 산(汕)을 말한 것으로, 그 나라에 산수(汕水)가 있기 때문에 조선이라 한 것이다.”라고 한다.

조선이 평양(平壤)에 도읍한 것은 도당씨(陶唐氏)가 즉위한 지 25년이 되던 해였다. 단군이 부루(夫婁)를 낳았는데, 어떤 사람은, “해부루(解夫婁)의 어머니는 비서갑(非西岬)의 여자이다.”라고 한다. 우(禹) 임금이 수토(水土)를 평정하고 제후(諸侯)들을 도산(塗山)에서 회합할 때에, 부루도 도산에 가서 우 임금에게 조회하였다.

그 뒤에 단군은 당장(唐藏) 땅에 옮겨 살다가 중국 상(商) 나라 무정(武丁) 8년에 이르러 죽었다. 송양(松壤)[송양은 지금의 강동현(江東縣)] 서쪽에 단군총(檀君塚)이 있다. 어떤 사람은 말하기를, “단군은 아사달로 들어갔다.”하고, 그의 죽음은 말하지 않았다. 태백산과 아사달에 모두 단군 사당이 있다.

## 같이 보기
- 허목(許穆)
- 《미수기언》(眉叟記言)